# Fimbulheimen
Das Fimbulheimen ist eine Gebirgsregion in Ostantarktika. Es ist neben der Maudheimvidda eines der beiden großen Gebiete, aus denen das Königin-Maud-Land besteht. Das Gebiet reicht vom Jutulstraumen im Westen bis zum Borchgrevinkisen im Osten.
Der Name geht auf norwegische Wissenschaftler zurück und bedeutet wörtlich übersetzt Großes Zuhause.